# 湯申路
湯申路（英語：Thomson Road）是新加坡連接其核心商業區與北部區域的主幹道，得名自時任海峡殖民地政府測量兼總工程師約翰·特恩布爾·湯姆森，亦是新加坡其中一條最長的道路，南端始於諾維娜近麥里芝蓄水池處，一直北延以湯申路上段之名至義順鎮及三巴旺。湯申路於1961至73年間曾經是湯申路大獎賽賽道的一部分。

## 伸延閱讀
- Peter K G Dunlop (2000) Street Names of Singapore Who's Who Publishing ISBN 981-4062-11-1
- Savage, Victor R.; S. A. Yeoh, Brenda. . Singapore: Marshall Cavendish Singapore. 10 January 2022  [26 January 2022]. ISBN 978-9814928809. （原始内容存档于2022-12-28）.